# Unschuld

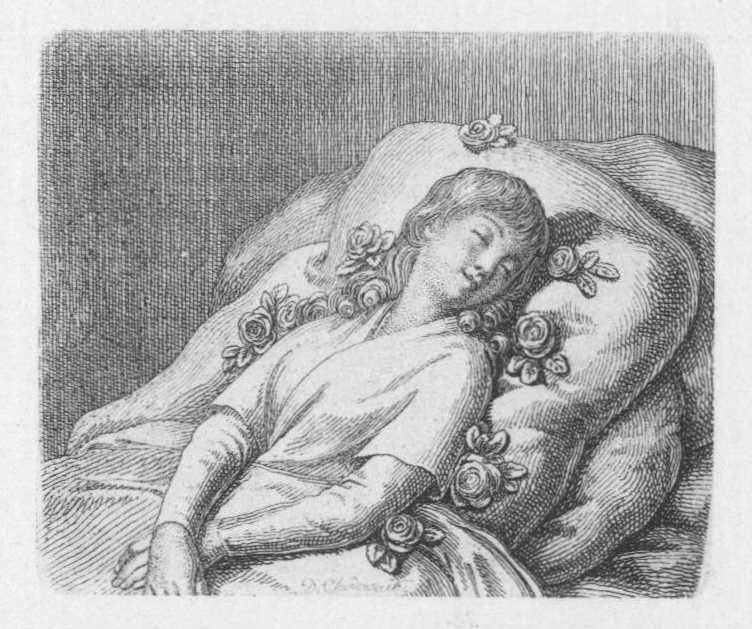
Die auf Rosen schlummernde Unschuld, Kupferstich von Daniel Chodowiecki

Unschuld bedeutet den Zustand eines unbefangenen oder unwissenden Menschen, der moralisch nicht als schuldig betrachtet oder der juristisch für schuldunfähig erklärt werden kann.
Mit Unschuld kann im religiösen Sinne auch ein Zustand einer wiedererlangten Schuldlosigkeit gemeint sein, etwa als Erlösung von Karma oder Sünde.

## Unschuld in der Rechtsprechung
Die Unschuldsvermutung bedeutet, dass jeder Beschuldigte in einem Strafverfahren bis zur rechtskräftigen Verurteilung als unschuldig gilt. Wird ein Unschuldiger irrtümlich verurteilt, spricht man von einem Justizirrtum; eine vorsätzlich falsche Verurteilung nennt man Rechtsbeugung.

## Unschuld in religiöser Sicht
Im ersten Buch der Bibel, 1. Buch Mose, wird von Adam und Eva erzählt, von zwei ursprünglichen Menschen, die sich ihrer Nacktheit nicht schämen und auch noch keinen Begriff von Moral haben. Mit dem Konsum der Frucht vom Baum der Erkenntnis von Gut und Böse verlieren sie theologisch betrachtet ihre Unschuld: ihr Sündenfall begründet die Erbsünde. Diesem Verlust der Unschuld soll mit einer angemessenen religiösen Praxis begegnet werden; dabei wird teilweise die rituelle Reinheit zur Voraussetzung gemacht.

## Unschuldige Charaktere in der Kunst
Als Archetypus eines unschuldigen Menschen gilt etwa die mythische Gestalt des Parzival. Aufgrund seines mangelnden Realitätssinnes als „reiner Tor“ bezeichnet, wird er gerade deshalb als Auserwählter erkannt, der die Artusritter zum Heiligen Gral führen soll.
Das Nürnberger Findelkind Kaspar Hauser wurde und wird von zahlreichen Menschen auch als unschuldiges, „ursprüngliches“ Wesen betrachtet.

## Unschuld als sexuelle Unberührtheit
Umgangssprachlich wird auch als unschuldig bezeichnet, wer in sexueller Hinsicht noch unberührt, „jungfräulich“ ist. Die als Keuschheit bezeichnete Tugend beschreibt hingegen das Ideal einer wiedererlangten Unschuld.

## Die Farbe der Unschuld
Der Unschuld entspricht im Abendland die symbolische Farbe Weiß, bezeugt durch die Redewendung „weiß wie die Unschuld“. Bei einer kirchlichen Hochzeit steht dafür das weiße Brautkleid. Die weiße Weste steht als Metapher für Unschuld und ein reines Gewissen; laut Büchmann wurde sie erstmals von Bismarck benutzt, geht aber auf die Tradition der römischen Toga Candida zurück.